# Damaged Justice
Damaged Justice – czwarta trasa koncertowa zespołu Metallica, która odbyła się na przełomie 1988 i 1989 roku. W 1988 roku obejmowała 40 koncertów w Europie i 23 w Ameryce Północnej. W 1989 roku zespół dał 138 koncertów w Ameryce Północnej, 1 w Nowej Zelandii, 3 w Australii, 6 w Japonii i 4 w Brazylii.

## Program koncertów
1. „Blackened”
2. „For Whom the Bell Tolls”
3. „Welcome Home (Sanitarium)”
4. „Harvester of Sorrow”
5. „The Four Horsemen”
6. „The Thing That Not Should Be”
7. Bass Solo
8. „Master of Puppets”
9. „Fade to Black”
10. „Seek & Destroy”
11. „…And Justice for All”
12. „One”
13. „Creeping Death”
14. Guitar Solo
15. „Battery”
16. „Last Caress”
17. „Am I Evil?”
18. „Whiplash”
19. „Breadfan"

Rzadziej grane:
1. „The Wait” (Pacific Rim Tour)
2. „Prowler” (cover Iron Maiden)
3. „Helpless” (cover Holocaust)
4. „How Many More Times (cover Led Zeppelin)
5. „Black Night” (cover Deep Purple)
6. „Lepper Messiah”
7. „Damage Inc.”
8. „Breadfan”
9. „Blitzkrieg”
10. „Motorbreath"

## Lista koncertów

### 1988

#### Europa
1. 11 września 1988 – Budapeszt, Węgry – MTK Football Stadium
2. 13 września 1988 – Padwa, Włochy – Palasport
3. 14 września 1988 – Mediolan, Włochy – Palatrussardi
4. 15 września 1988 – Berno, Szwajcaria – Festhalle
5. 17 września 1988 – Pampeluna, Hiszpania – Plaza de Toros
6. 18 września 1988 – Madryt, Hiszpania – Casa de Campo
7. 20 września 1988 – Tulon, Francja – Espace Culture des Lices
8. 21 września 1988 – Montpellier, Francja – Le Zénith
9. 22 września 1988 – Barcelona, Hiszpania – Plaza de Toros
10. 24 września 1988 – Edynburg, Wielka Brytania – Edinburgh Playhouse
11. 25 września 1988 – Edynburg, Wielka Brytania – Edinburgh Playhouse
12. 26 września 1988 – Bradford, Wielka Brytania – St. George’s Hall
13. 28 września 1988 – Newport, Wielka Brytania – Newport Centre
14. 29 września 1988 – Birmingham, Wielka Brytania – NEC
15. 30 września 1988 – Sheffield, Wielka Brytania – City Hall
16. 1 października 1988 – Antrim, Wielka Brytania – Anthrim Forum
17. 3 października 1988 – Dublin, Irlandia – Top Hat
18. 4 października 1988 – Dublin, Irlandia – Top Hat
19. 6 października 1988 – Newcastle, Wielka Brytania – City Hall
20. 8 października 1988 – Manchester, Wielka Brytania – Manchester Apollo
21. 9 października 1988 – Londyn, Wielka Brytania – Hammersmith Odeon
22. 10 października 1988 – Londyn, Wielka Brytania – Hammersmith Odeon
23. 11 października 1988 – Londyn, Wielka Brytania – Hammersmith Odeon
24. 13 października 1988 – Kopenhaga, Dania – KB Hallen
25. 15 października 1988 – Helsinki, Finlandia – Helsinki Ice Hall
26. 17 października 1988 – Sztokholm, Szwecja – Solnahall
27. 18 października 1988 – Oslo, Norwegia – Skedsmohallen
28. 19 października 1988 – Göteborg, Szwecja – Frölundaborg
29. 21 października 1988 – Monachium, Niemcy – Rudi-Sedlmayer Halle
30. 22 października 1988 – Saarbrücken, Niemcy – Saarlandhalle
31. 24 października 1988 – Hanower, Niemcy – Niedersachsenhalle
32. 26 października 1988 – Kolonia, Niemcy – Sporthalle
33. 27 października 1988 – Dortmund, Niemcy – Westfalenhalle
34. 28 października 1988 – Heidelberg, Niemcy – Rhein-Neckar
35. 29 października 1988 – Bruksela, Belgia – Forest National
36. 31 października 1988 – Paryż, Francja – Le Zénith
37. 1 listopada 1988 – Frankfurt nad Menem, Niemcy – Festhalle
38. 2 listopada 1988 – Stuttgart, Niemcy – Schleyerhalle
39. 3 listopada 1988 – Ratyzbona, Niemcy – Donauhalle
40. 5 listopada 1988 – Lejda, Holandia – Groenordhal

#### Ameryka Północna
1. 15 listopada 1988 – Toledo, Ohio, Stany Zjednoczone – Sports Arena
2. 17 listopada 1988 – Chicago, Illinois, Stany Zjednoczone – UIC Pavillon
3. 18 listopada 1988 – Cincinnati, Ohio, Stany Zjednoczone – Cincinnati Gardens
4. 19 listopada 1988 – Columbus, Ohio, Stany Zjednoczone – Battele Hall
5. 21 listopada 1988 – Madison, Wisconsin, Stany Zjednoczone – Dane County Coliseum
6. 22 listopada 1988 – Milwaukee, Wisconsin, Stany Zjednoczone – MECCA Arena
7. 24 listopada 1988 – Indianapolis, Indiana, Stany Zjednoczone – Market Square Arena
8. 25 listopada 1988 – Detroit, Michigan, Stany Zjednoczone – Cobo Arena
9. 26 listopada 1988 – Richfield, Ohio, Stany Zjednoczone – Richfield Coliseum
10. 28 listopada 1988 – St. Louis, Missouri, Stany Zjednoczone – Kiel Auditorium
11. 29 listopada 1988 – Kansas City, Missouri, Stany Zjednoczone – Municipal Auditorium
12. 30 listopada 1988 – Oklahoma City, Oklahoma, Stany Zjednoczone – The Myriad
13. 2 grudnia 1988 – Albuquerque, Nowy Meksyk, Stany Zjednoczone – Tingley Coliseum
14. 4 grudnia 1988 – Phoenix, Arizona, Stany Zjednoczone – Memorial Coliseum
15. 5 grudnia 1988 – San Diego, Kalifornia, Stany Zjednoczone – Sports Arena
16. 7 grudnia 1988 – Long Beach, Kalifornia, Stany Zjednoczone – Long Beach Arena
17. 8 grudnia 1988 – Long Beach, Kalifornia, Stany Zjednoczone – Long Beach Arena
18. 10 grudnia 1988 – Daly City, Kalifornia, Stany Zjednoczone – Cow Palace
19. 11 grudnia 1988 – Daly City, Kalifornia, Stany Zjednoczone – Cow Palace
20. 12 grudnia 1988 – Sacramento, Kalifornia, Stany Zjednoczone – ARCO Arena
21. 14 grudnia 1988 – Fresno, Kalifornia, Stany Zjednoczone – Selland Arena
22. 16 grudnia 1988 – Salt Lake City, Utah, Stany Zjednoczone – Salt Palace
23. 18 grudnia 1988 – Denver, Kolorado, Stany Zjednoczone – Mc Nichols Arena

### 1989

#### Ameryka Północna – część 1
1. 11 stycznia 1989 – Knoxville, Tennessee, Stany Zjednoczone – Civic Coliseum
2. 13 stycznia 1989 – Memphis, Tennessee, Stany Zjednoczone – Mid-South Coliseum
3. 14 stycznia 1989 – Birmingham, Alabama, Stany Zjednoczone – Jefferson Civic Arena
4. 15 stycznia 1989 – Nowy Orlean, Luizjana, Stany Zjednoczone – Lakefront Arena
5. 17 stycznia 1989 – Waco, Teksas, Stany Zjednoczone – Heart O’Texas Coliseum
6. 18 stycznia 1989 – Odessa, Teksas, Stany Zjednoczone – Ector County Coliseum
7. 20 stycznia 1989 – Lubbock,Teksas, Stany Zjednoczone – City Bank Coliseum
8. 22 stycznia 1989 – Amarillo, Teksas, Stany Zjednoczone – Civic Center
9. 24 stycznia 1989 – Beaumont, Teksas, Stany Zjednoczone – Civic Center
10. 25 stycznia 1989 – Corpus Christi, Teksas, Stany Zjednoczone – Memorial Coliseum
11. 27 stycznia 1989 – Shreveport, Luizjana, Stany Zjednoczone – Hirsch Memorial Coliseum
12. 28 stycznia 1989 – Tulsa, Oklahoma, Stany Zjednoczone – Expo Square Pavillon
13. 31 stycznia 1989 – Abilene, Teksas, Stany Zjednoczone – Civic Center
14. 1 lutego 1989 – San Antonio, Teksas, Stany Zjednoczone – Convention Center Arena
15. 3 lutego 1989 – Austin, Teksas, Stany Zjednoczone – Frank Erwin Center
16. 4 lutego 1989 – Houston, Teksas, Stany Zjednoczone – Coliseum
17. 5 lutego 1989 – Dallas, Teksas, Stany Zjednoczone – Reunion Arena
18. 7 lutego 1989 – Little Rock, Arizona, Stany Zjednoczone – Barton Coliseum
19. 8 lutego 1989 – Huntsville, Alabama, Stany Zjednoczone – Von Braun Center
20. 10 lutego 1989 – Lakeland, Floryda, Stany Zjednoczone – Lakeland Center
21. 11 lutego 1989 – Daytona Beach, Floryda, Stany Zjednoczone – Ocean Center
22. 12 lutego 1989 – Miami, Floryda, Stany Zjednoczone – James L Knight Center
23. 14 lutego 1989 – Fort Myers, Floryda, Stany Zjednoczone – Lee County Civic Center
24. 15 lutego 1989 – West Palm Beach, Floryda, Stany Zjednoczone – Auditorium
25. 17 lutego 1989 – Jacksonville, Floryda, Stany Zjednoczone – Coliseum
26. 18 lutego 1989 – Atlanta, Georgia, Stany Zjednoczone – The Omni
27. 19 lutego 1989 – Greensboro, Karolina Północna, Stany Zjednoczone – Greensboro Coliseum
28. 25 lutego 1989 – Fayetteville, Karolina Północna, Stany Zjednoczone – Cumberland County Auditorium
29. 26 lutego 1989 – Charlotte, Karolina Północna, Stany Zjednoczone – Charlotte Coliseum
30. 27 lutego 1989 – Savannah, Georgia, Stany Zjednoczone – Civic Center
31. 1 marca 1989 – East Rutherford, New Jersey, Stany Zjednoczone – Brendan Byrne Arena
32. 2 marca 1989 – Bethlehem, Pensylwania, Stany Zjednoczone – Stabler Arena
33. 4 marca 1989 – Pittsburgh, Pensylwania, Stany Zjednoczone – Civic Arena
34. 5 marca 1989 – Binghamton, Nowy Jork, Stany Zjednoczone – Broome County Veterans Memorial Arena
35. 7 marca 1989 – Rochester, Nowy Jork, Stany Zjednoczone – Blue Cross Arena
36. 8 marca 1989 – Uniondale, Nowy Jork, Stany Zjednoczone – Nassau Veterans Memorial Coliseum
37. 9 marca 1989 – Landover, Maryland, Stany Zjednoczone – Capital Centre
38. 11 marca 1989 – Norfolk, Wirginia, Stany Zjednoczone – Norfolk Scope
39. 12 marca 1989 – Filadelfia, Pensylwania, Stany Zjednoczone – The Spectrum
40. 13 marca 1989 – Buffalo, Nowy Jork, Stany Zjednoczone – Memorial Auditorium
41. 15 marca 1989 – Troy, Nowy Jork, Stany Zjednoczone – RPI Field House
42. 16 marca 1989 – Worcester, Massachusetts, Stany Zjednoczone – The Centrum
43. 17 marca 1989 – Hartford, Connecticut, Stany Zjednoczone – Civic Center
44. 18 marca 1989 – Syracuse, Nowy Jork, Stany Zjednoczone – War Memorial
45. 29 marca 1989 – Providence, Rhode Island, Stany Zjednoczone – Civic Center
46. 30 marca 1989 – Portland, Maine, Stany Zjednoczone – Cumberland County Civic Center
47. 1 kwietnia 1989 – Moncton, Nowy Brunszwik, Kanada – Moncton Coliseum
48. 3 kwietnia 1989 – Sydney, Nowa Szkocja, Kanada – Centre 200
49. 4 kwietnia 1989 – Halifax, Nowa Szkocja, Kanada – Halifax Metro Centre
50. 6 kwietnia 1989 – Ottawa, Ontario, Kanada – Civic Center
51. 7 kwietnia 1989 – Toronto, Ontario, Kanada – Maple Leaf Gardens
52. 8 kwietnia 1989 – Hamilton, Ontario, Kanada – Copps Coliseum
53. 10 kwietnia 1989 – Quebec, Quebec, Kanada – Colisée de Quebec
54. 11 kwietnia 1989 – Chicoutimi, Quebec, Kanada – Centre Georges-Vézina
55. 12 kwietnia 1989 – Montreal, Quebec, Kanada – Forum de Montréal
56. 14 kwietnia 1989 – Battle Creek, Michigan, Stany Zjednoczone – Kellogg Arena
57. 16 kwietnia 1989 – Dayton, Ohio, Stany Zjednoczone – Hara Arena
58. 18 kwietnia 1989 – Peoria, Illinois, Stany Zjednoczone – Civic Center
59. 19 kwietnia 1989 – Green Bay, Wisconsin, Stany Zjednoczone – Brown County Arena
60. 20 kwietnia 1989 – La Crosse, Wisconsin, Stany Zjednoczone – La Crosse Center
61. 21 kwietnia 1989 – Bloomington, Minnesota, Stany Zjednoczone – Met Center

#### Nowa Zelandia
1. 1 maja 1989 – Auckland, Logan Campbell Center

#### Australia
1. 3 maja 1989 – Adelaide, Thebarton Theatre
2. 4 maja 1989 – Melbourne, Festivall Hall
3. 6 maja 1989 – Sydney, Hordern Pavillion

#### Japonia
1. 11 maja 1989 – Kawasaki, Sangyo Buika Kaikan
2. 13 maja 1989 – Tokio, Yoyogi National Gymnasium
3. 14 maja 1989 – Tokio, Yoyogi National Gymnasium
4. 16 maja 1989 – Osaka – Koseinenkin Hall
5. 17 maja 1989 – Osaka – Koseinenkin Hall
6. 18 maja 1989 – Nagoja – Shi Kokaido

#### Ameryka Północna – część 2
1. 31 maja 1989 – Vancouver, Kanada – PNE Expo Center
2. 2 czerwca 1989 – Edmonton, Kanada – Northlands Coliseum
3. 3 czerwca 1989 – Calgary, Kanada – Saddledome
4. 4 czerwca 1989 – Saskatoon, Kanada – Saskatchewan Place
5. 6 czerwca 1989 – Winnipeg, Kanada – Winnipeg Arena
6. 7 czerwca 1989 – Minot, Dakota Północna, Stany Zjednoczone – Municipal Auditorium
7. 8 czerwca 1989 – Duluth, Minnesota, Stany Zjednoczone – Arena
8. 10 czerwca 1989 – Bloomington, Minnesota, Stany Zjednoczone – Met Center
9. 11 czerwca 1989 – Ames, Iowa, Stany Zjednoczone – Hilton Coliseum
10. 13 czerwca 1989 – Sioux Falls, Dakota Południowa, Stany Zjednoczone – Arena
11. 14 czerwca 1989 – Omaha, Nebraska, Stany Zjednoczone – Civic Auditorium
12. 16 czerwca 1989 – Rapid City, Dakota Południowa, Stany Zjednoczone – Rushmore Plaza Civic Center
13. 17 czerwca 1989 – Bismarck, Dakota Północna, Stany Zjednoczone – Civic Center
14. 18 czerwca 1989 – Grand Forks, Dakota Północna, Stany Zjednoczone – Hyslop Sports Center
15. 20 czerwca 1989 – Cedar Rapids, Iowa, Stany Zjednoczone – Five Seasons Center
16. 21 czerwca 1989 – Bonner Springs, Kansas, Stany Zjednoczone – Sandstone Amphitheatre
17. 22 czerwca 1989 – Springfield, Illinois, Stany Zjednoczone – Prairie Capital Convention Center
18. 24 czerwca 1989 – East Troy, Wisconsin, Stany Zjednoczone – Alpine Valley
19. 25 czerwca 1989 – Fort Wayne, Indiana, Stany Zjednoczone – Allen County War Memorial Coliseum
20. 27 czerwca 1989 – Evansville, Indiana, Stany Zjednoczone – Roberts Municipal Stadium
21. 28 czerwca 1989 – Louisville, Kentucky, Stany Zjednoczone – Louisville Gardens
22. 29 czerwca 1989 – Noblesville, Indiana, Stany Zjednoczone – Deer Creek Music Center
23. 1 lipca 1989 – Mears, Michigan, Stany Zjednoczone – Val du Lakes Amphitheatre
24. 3 lipca 1989 – Clarkston, Michigan, Stany Zjednoczone – Pine Knob
25. 4 lipca 1989 – Clarkston, Michigan, Stany Zjednoczone – Pine Knob
26. 5 lipca 1989 – Cincinnati, Ohio, Stany Zjednoczone – Riverbend Music Center
27. 7 lipca 1989 – Hoffman Estates, Illinois, Stany Zjednoczone – Poplar Creek Music Center
28. 8 lipca 1989 – Cleveland, Ohio, Stany Zjednoczone – Richfield Coliseum
29. 9 lipca 1989 – Charleston, Wirginia Zachodnia, Stany Zjednoczone – Civic Center
30. 11 lipca 1989 – Pittsburgh, Pensylwania, Stany Zjednoczone – Civic Arena
31. 12 lipca 1989 – Harrisburg, Pensylwania, Stany Zjednoczone – City Island
32. 14 lipca 1989 – Middletown, Nowy Jork, Stany Zjednoczone – Orange County Fairgrounds
33. 15 lipca 1989 – Manchester, New Hampshire, Stany Zjednoczone – Riverfront Park
34. 16 lipca 1989 – Weedsport, Nowy Jork, Stany Zjednoczone – Cayuga County Fairgrounds
35. 18 lipca 1989 – Bristol, Connecticut, Stany Zjednoczone – Lake Compounce
36. 19 lipca 1989 – Filadelfia, Pensylwania, Stany Zjednoczone – The Spectrum
37. 21 lipca 1989 – East Rutherford, New Jersey, Stany Zjednoczone – Brendan Byrne Arena
38. 22 lipca 1989 – East Rutherford, New Jersey, Stany Zjednoczone – Brendan Byrne Arena
39. 23 lipca 1989 – Uniondale, Nowy Jork, Stany Zjednoczone – Nassau Veterans Memorial Coliseum
40. 25 lipca 1989 – Worcester, Massachusetts, Stany Zjednoczone – The Centrum
41. 26 lipca 1989 – Burlington, Vermont, Stany Zjednoczone – Memorial Auditorium
42. 28 lipca 1989 – Landover, Maryland, Stany Zjednoczone – Capital Centre
43. 29 lipca 1989 – Allentown, Pensylwania, Stany Zjednoczone – Fairgrounds
44. 30 lipca 1989 – Richmond, Wirginia, Stany Zjednoczone – Richmond Coliseum
45. 7 sierpnia 1989 – Newark, Delaware, Stany Zjednoczone – Stone Balloon
46. 8 sierpnia 1989 – Roanoke, Wirginia, Stany Zjednoczone – Coliseum
47. 9 sierpnia 1989 – Columbia, Karolina Południowa, Stany Zjednoczone – Carolina Coliseum
48. 11 sierpnia 1989 – Johnson City, Tennessee, Stany Zjednoczone – Freedom Hall
49. 12 sierpnia 1989 – Hebron, Ohio, Stany Zjednoczone – Buckeye Lake Music Center
50. 13 sierpnia 1989 – Greenville, Karolina Północna, Stany Zjednoczone – Memorial Auditorium
51. 15 sierpnia 1989 – Chattanooga, Tennessee Stany Zjednoczone – University of Tennessee
52. 16 sierpnia 1989 – Nashville, Tennessee, Stany Zjednoczone – Starwood Amphitheatre
53. 18 sierpnia 1989 – Atlanta, Georgia, Stany Zjednoczone – Lakewood Amphitheatre
54. 19 sierpnia 1989 – Jackson, Missisipi, Stany Zjednoczone – Missisipi Coliseum
55. 20 sierpnia 1989 – Biloxi, Missisipi, Stany Zjednoczone – Missisipi Coast Coliseum
56. 22 sierpnia 1989 – Houston, Teksas, Stany Zjednoczone – The Summit
57. 23 sierpnia 1989 – Dallas, Teksas, Stany Zjednoczone – Starplex Amphitheatre
58. 25 sierpnia 1989 – Morrison, Kolorado, Stany Zjednoczone – Red Rocks Amphitheatre
59. 26 sierpnia 1989 – Morrison, Kolorado, Stany Zjednoczone – Red Rocks Amphitheatre
60. 28 sierpnia 1989 – Spokane, Waszyngton, Stany Zjednoczone – Spokane Coliseum
61. 29 sierpnia 1989 – Seattle, Waszyngton, Stany Zjednoczone – Seattle Coliseum
62. 30 sierpnia 1989 – Seattle, Waszyngton, Stany Zjednoczone – Seattle Coliseum
63. 1 września 1989 – Portland, Oregon, Stany Zjednoczone – Memorial Coliseum
64. 3 września 1989 – Boise, Idaho, Stany Zjednoczone – Boise State University Pavillon
65. 5 września 1989 – Billings, Montana, Stany Zjednoczone – Yellowstone Metra Arena
66. 6 września 1989 – Casper, Wyoming, Stany Zjednoczone – Casper Events Center
67. 8 września 1989 – Salt Lake City, Utah, Stany Zjednoczone – Salt Palace
68. 9 września 1989 – Las Vegas, Nevada, Stany Zjednoczone – Thomas & Mack Center
69. 10 września 1989 – Chandler, Arizona, Stany Zjednoczone – Compton Terrace
70. 12 września 1989 – Reno, Nevada, Stany Zjednoczone – Lawlor Events Center
71. 14 września 1989 – Concord, Kalifornia, Stany Zjednoczone – Concord Pavillion
72. 15 września 1989 – Mountain View, Kalifornia, Stany Zjednoczone – Shoreline Amphitheatre
73. 16 września 1989 – Sacramento, Kalifornia, Stany Zjednoczone – Cal Expo Amphitheatre
74. 19 września 1989 – Tucson, Arizona, Stany Zjednoczone – Tucson Community Center
75. 21 września 1989 – Irvine, Kalifornia, Stany Zjednoczone – Irvine Meadows Amphitheatre
76. 22 września 1989 – Irvine, Kalifornia, Stany Zjednoczone – Irvine Meadows Amphitheatre
77. 23 września 1989 – Irvine, Kalifornia, Stany Zjednoczone – Irvine Meadows Amphitheatre

#### Brazylia
1. 4 października 1989 – Rio de Janeiro, Maracanãzinho
2. 6 października 1989 – São Paulo, Projecto SP
3. 7 października 1989 – São Paulo, Projecto SP
4. 8 października 1989 – São Paulo, Projecto SP